# Manavgat
Manavgat è una città della costa mediterranea della Turchia, facente parte della provincia di Adalia (Turchia sud-occidentale) e situata lungo il corso del fiume omonimo. Capoluogo del distretto omonimo, conta (compresi i dintorni) una popolazione di circa 150.000 abitanti.

## Geografia fisica

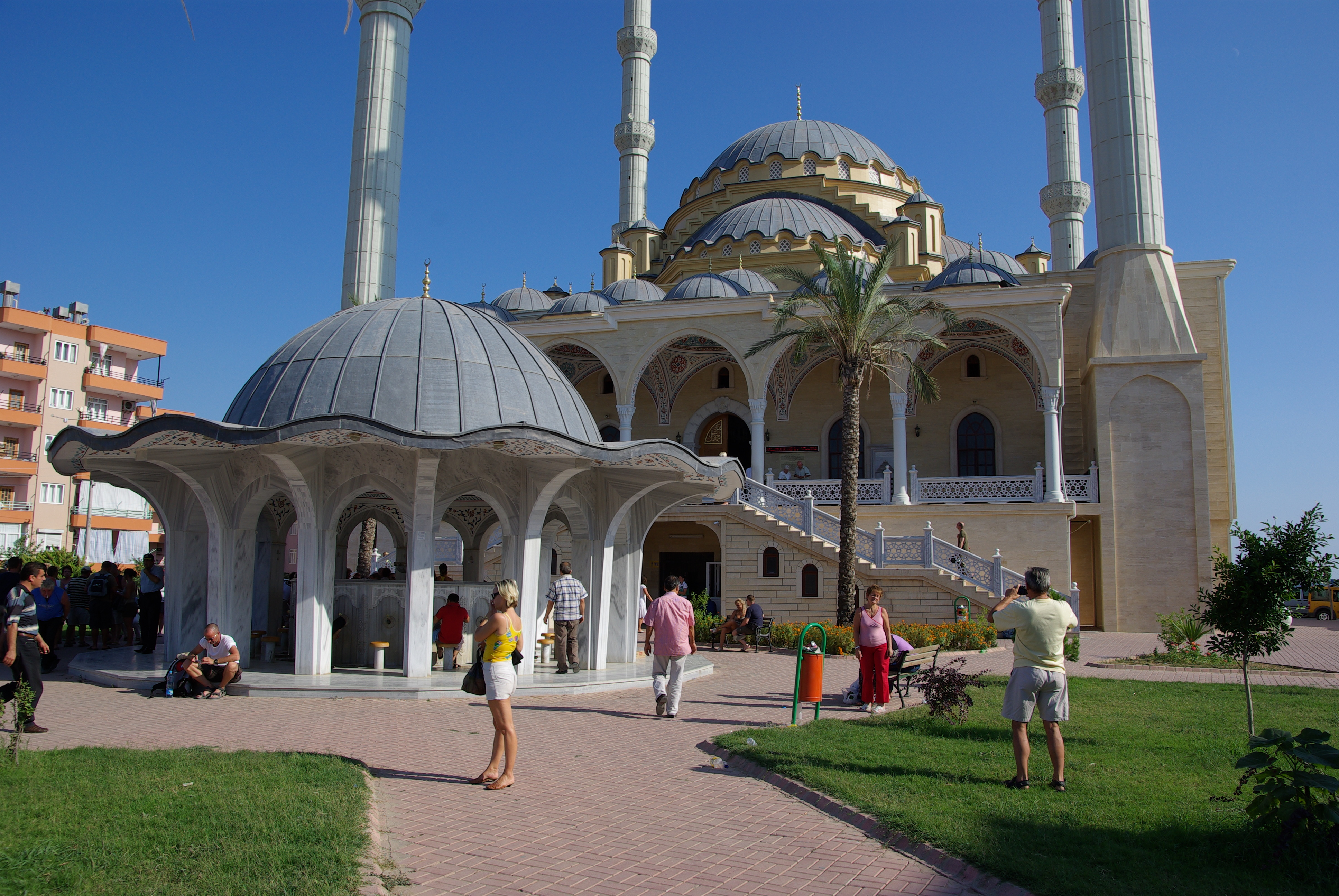
Manavgat: la Külliye Camii

Manavagat si trova tra Adalia (Antalya) e Alanya (rispettivamente ad est della prima e ad ovest della seconda), a pochi chilometri ad est del villaggio di Side.

## Monumenti e luoghi d'interesse

### Architetture religiose
- Külliye Camii (moschea)

### Aree naturali

#### Cascata di Manavgat
Tra i luoghi d'interesse nei dintorni di Manavgat, figura la cascata formata dal fiume Manavgat.

## Società

### Evoluzione demografica
Nel 2018, la popolazione stimata di Manavgat (inclusi i centri abitati di Çayyazı, Sarılar e Side) era pari a 148.972 abitanti.
La località ha conosciuto un notevole incremento demografico rispetto al 2013, quando la popolazione stimata era pari a 130.661 abitanti, e soprattutto rispetto al 2009, quando la popolazione stimata era pari a 101.034 unità.